# Bide Dudley
Walter Bronson Dudley, connu sous le diminutif Bide Dudley (né le 8 septembre 1877 à Minneapolis, dans le Minnesota et mort le 5 janvier 1944  à New York est un dramaturge, critique théâtral et scénariste américain de la période du cinéma muet.

## Biographie
Il est le père de l'actrice Doris Dudley (1917-1985).

## Filmographie
- 1916 : Oh, You Uncle! de Clay M. Greene
- 1916 : Kernel Nutt and the Piano Tuner de C.J. Williams
- 1916 : Lucile the Waitress de William Bailey
- 1917 : Signs of Trouble de William Bailey
- 1920 : Private Preserves (réalisateur inconnu)
- 1920 : Pep (réalisateur inconnu)
- 1920 : Bobby the Office Boy (réalisateur inconnu)
- 1920 : Betty Sets the Pace d'Arvid E. Gillstrom
- 1920 : Betty's Green-Eyed Monster d'Arvid E. Gillstrom